# Фельдхернхалле

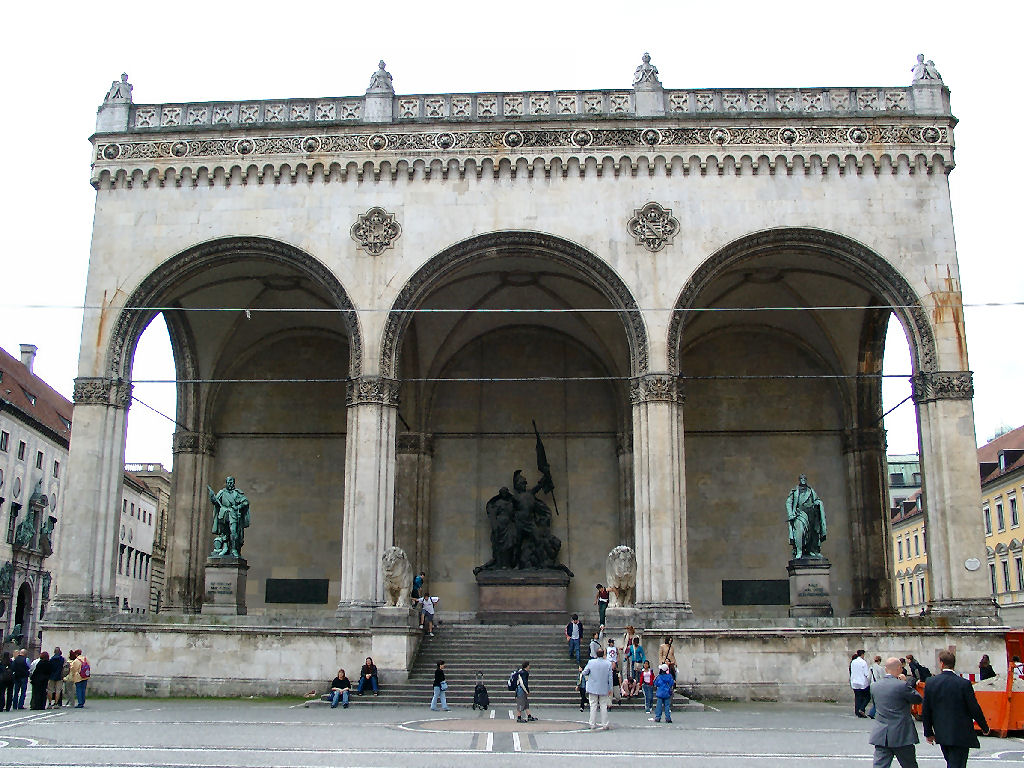
Фельдхернхалле

Фельдхернхалле (иногда Фельдхеррнхалле или Фельдгернгалле, нем. Feldherrnhalle — «Зал баварских полководцев») — лоджия в южной части площади Одеонсплац в мюнхенском районе Максфорштадт. Расположена в пешеходной зоне и является одной из достопримечательностей баварской столицы.

## История

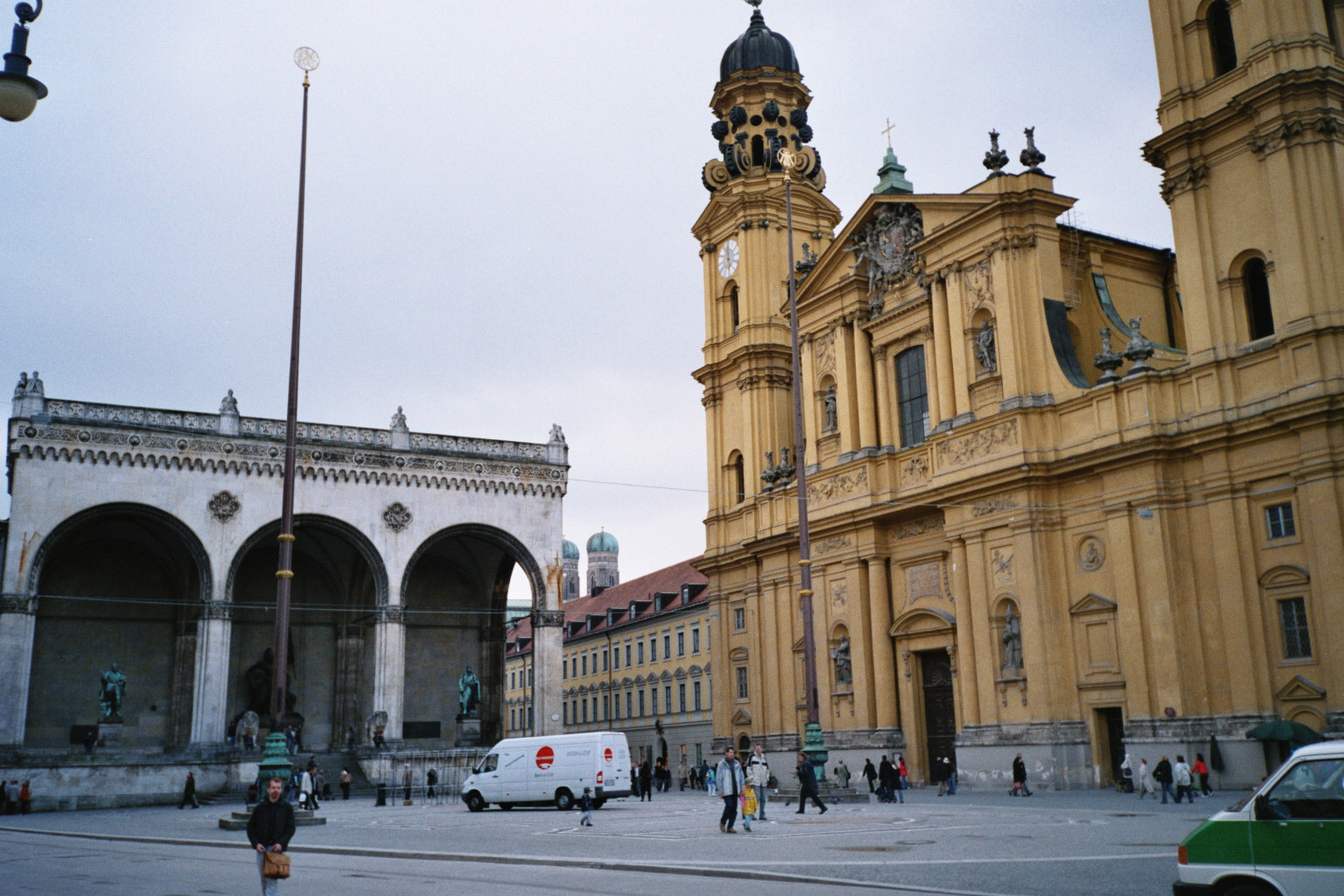
Вид на Фельдхернхалле и Театинеркирхе (справа)

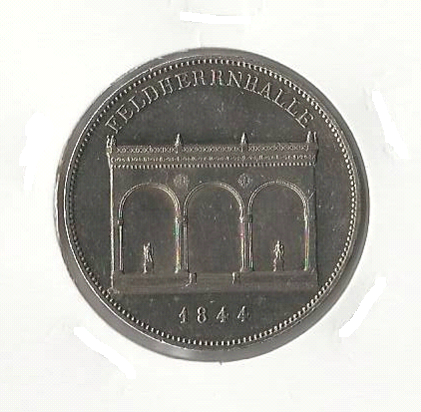
Двойной исторический талер Баварии 1844 года в честь открытия Фельдхеррнхалле

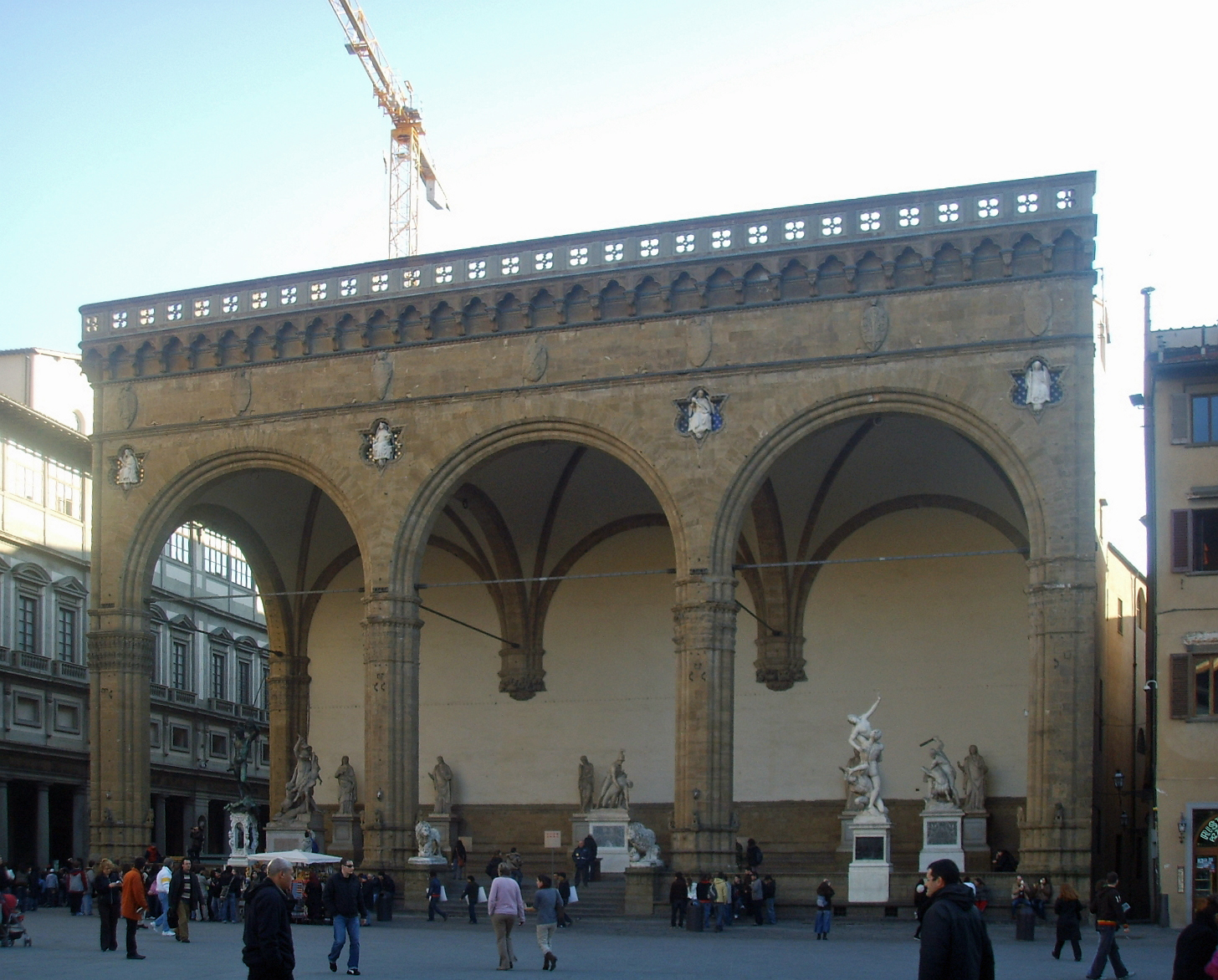
Образцом для Фельдхернхалле послужила знаменитая Лоджия Ланци во Флоренции

Фельдхернхалле была возведена в 1841—1844 годах архитектором Фридрихом фон Гертнером по заказу короля Баварии Людвига I. Образцом для неё послужила флорентийская Лоджия Ланци. Это сооружение должно было стать исходной точкой для дальнейшего проектирования улицы Людвигштрассе, призванной упорядочить запутанное хитросплетение мюнхенских магистралей. Фельдхернхалле тем самым должна была оформить гармоничный переход от старого центра города к новой роскошной улице.
Фельдхернхалле была возведена в ознаменование побед баварских войск. Блеск и нищета военной истории Баварии нашли своё отражение в скульптурных образах графа Тилли и князя Вреде, отлитых Людвигом фон Шванталером из пушечной бронзы. 

## Пивной путч 1923 года
Воскресным утром 9 ноября 1923 года Адольф Гитлер вместе со своими соратниками выступил из пивного зала Бюргербройкеллер к Фельдхернхалле, где произошли столкновения с баварской полицией. Здесь марш путчистов был остановлен.
После прихода нацистов к власти в 1933 году лоджия Фельдхернхалле оказалась в центре внимания национал-социалистической пропаганды. Её имя было присвоено нескольким боевым соединениям вермахта, а изображение помещено на нацистскую награду — Орден крови. На восточной стене была водружена мемориальная доска с именами погибших, у которой был установлен почётный караул СС. Каждый проходивший мимо этой мемориальной доски был обязан отдать честь в нацистском приветствии. Чтобы избежать этого, многие прохожие обходили Фельдхернхалле с тыла от Резиденцштрассе через Висгардигассе и Театинерштрассе и попадали на Одеонсплац. Памятная доска была снята после оккупации города американскими войсками в 1945 году.
Фельдхернхалле во времена нацизма был конечной целью ежегодных памятных маршей от Бюргербройкеллера. Во время одного из таких памятных маршей 9 ноября 1938 года швейцарец Морис Баво пытался застрелить Гитлера.

## Памятники
- бронзовая статуя графа Тилли работы Фердинанда фон Миллера по эскизу Людвига Шванталера;
- бронзовая статуя князя Вреде работы Фердинанда фон Миллера по эскизу Людвига Шванталера;
- памятник баварской армии (эскиз скульптора Фердинанда фон Миллера, 1892).
- каменные львы у парадной лестницы (скульптор Вильгельм фон Рюман, 1906).

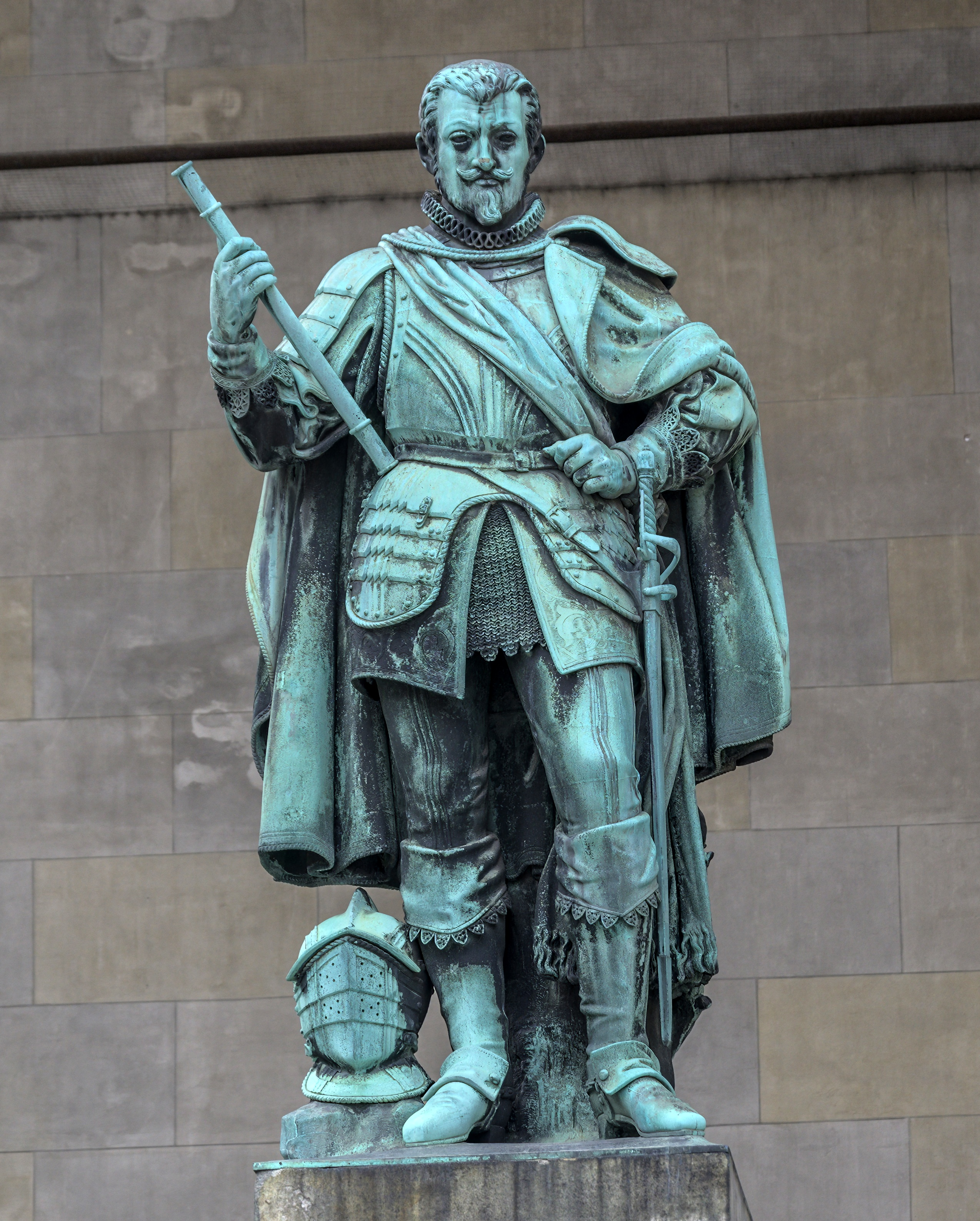
Бронзовая скульптура графа Тилли
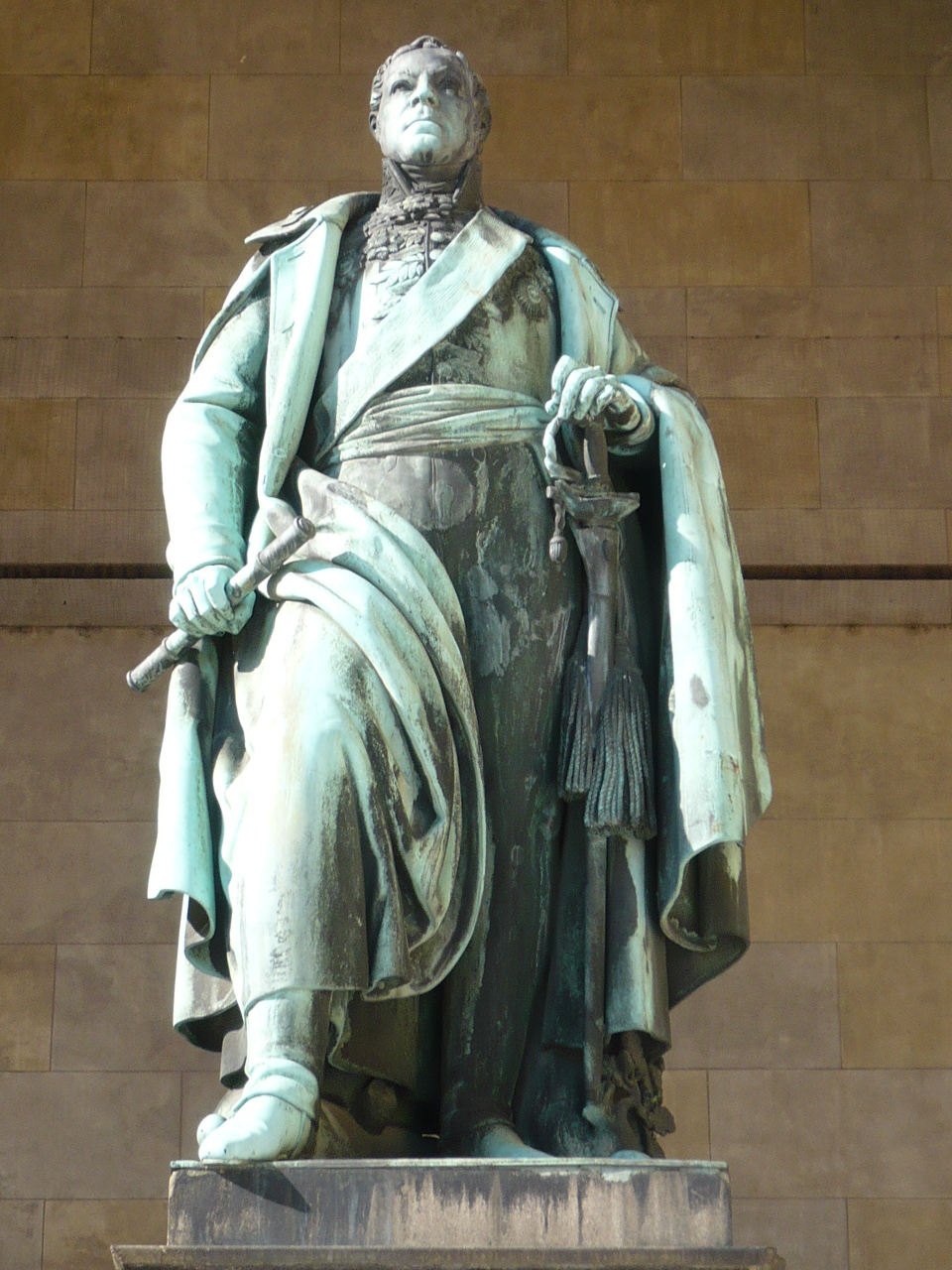
Бронзовая скульптура князя Вреде
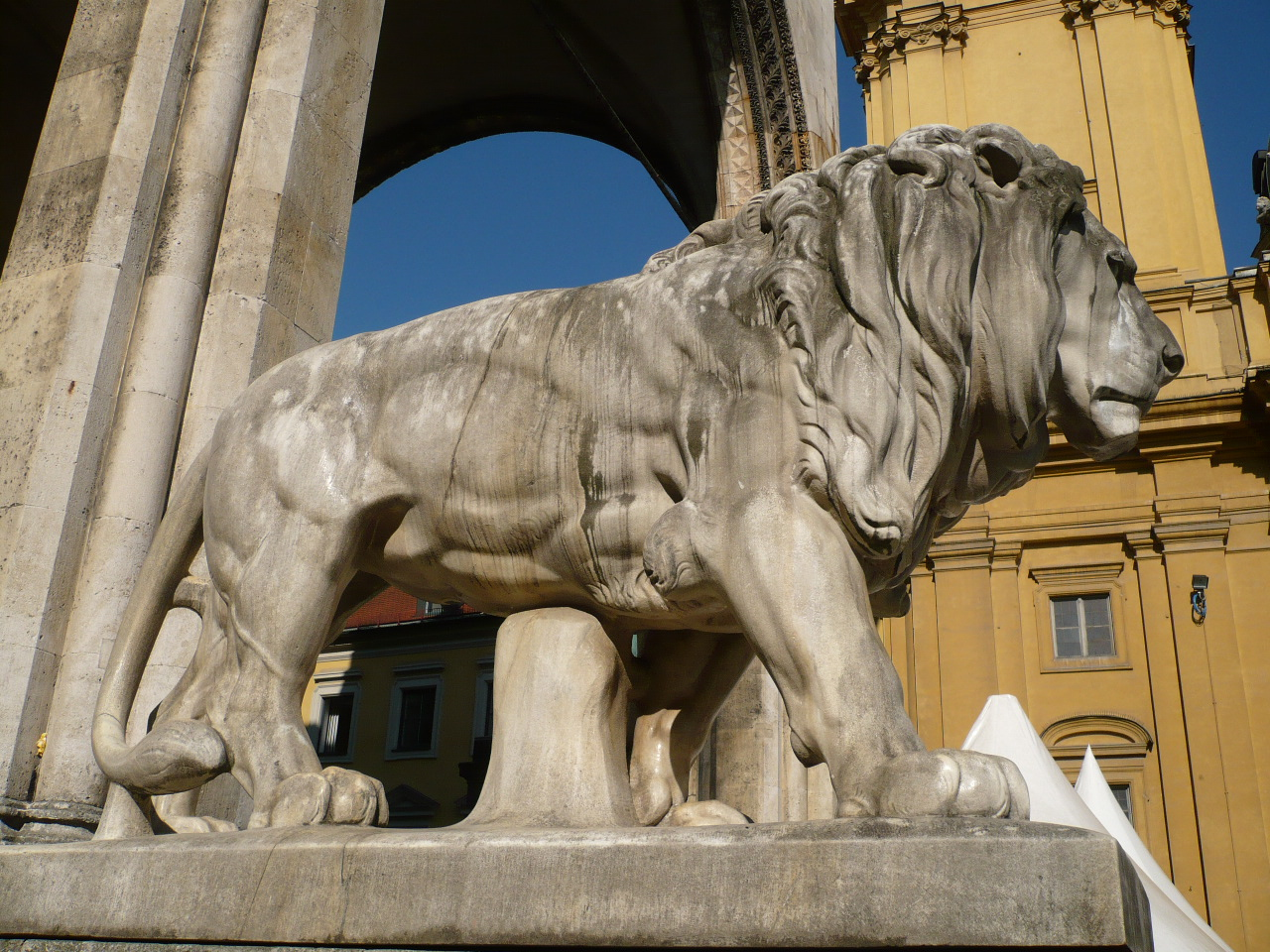
Каменный лев
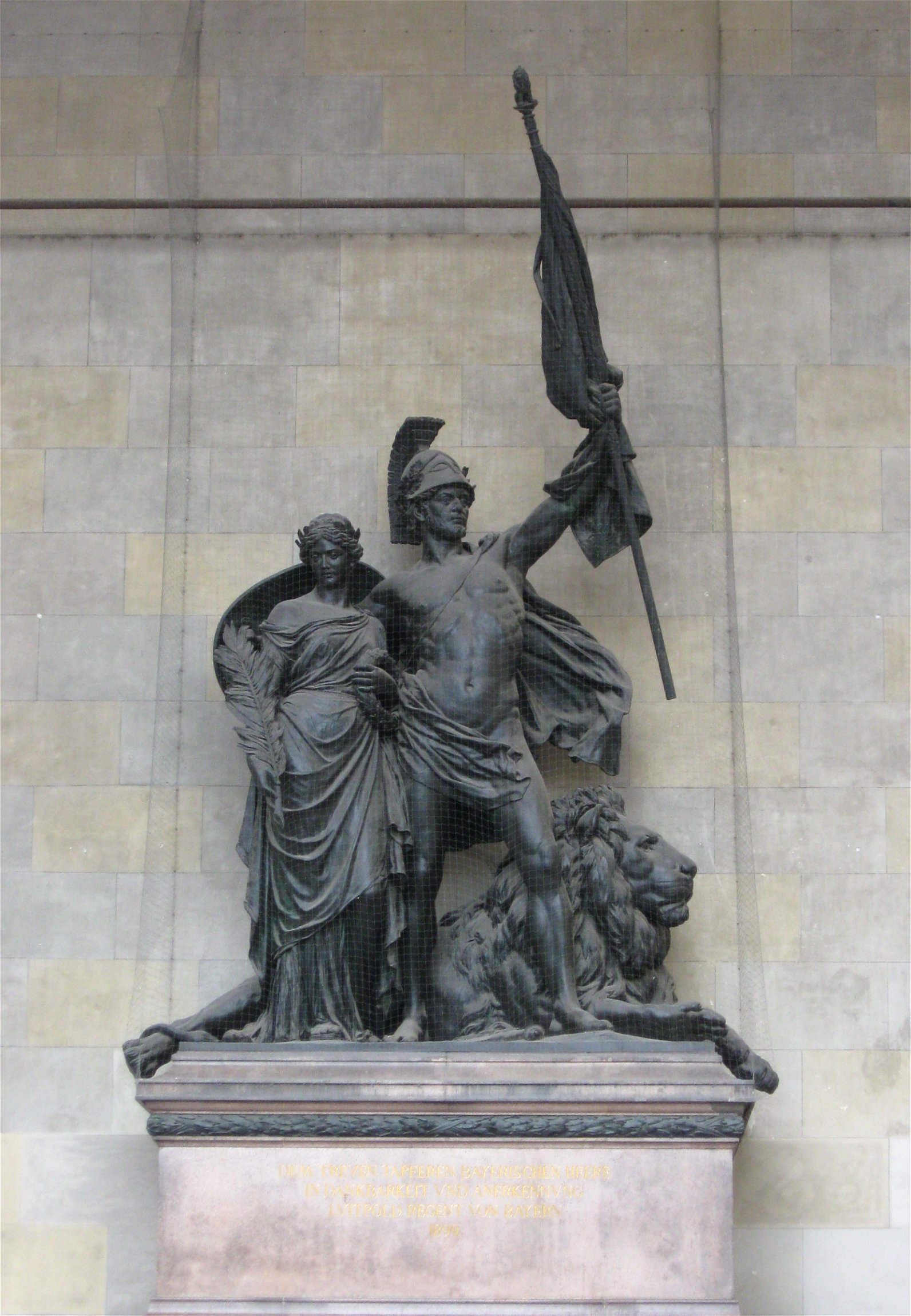
Памятник баварской армии
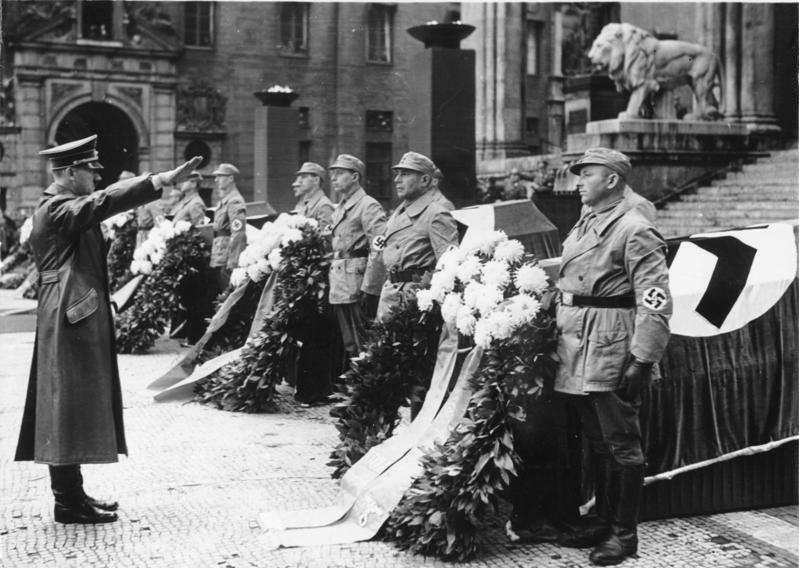
Адольф Гитлер у Фельдхернхалле, 11 ноября 1939
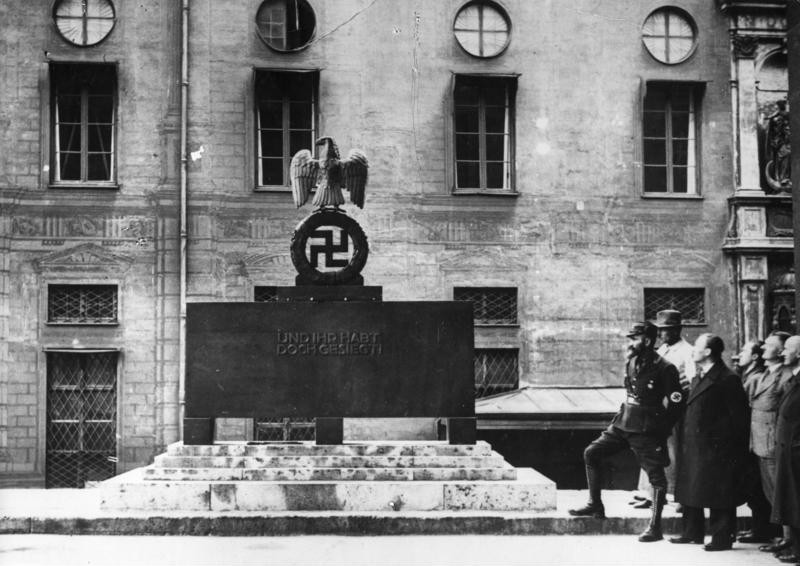
Памятник погибшим во время Пивного путча, 1933
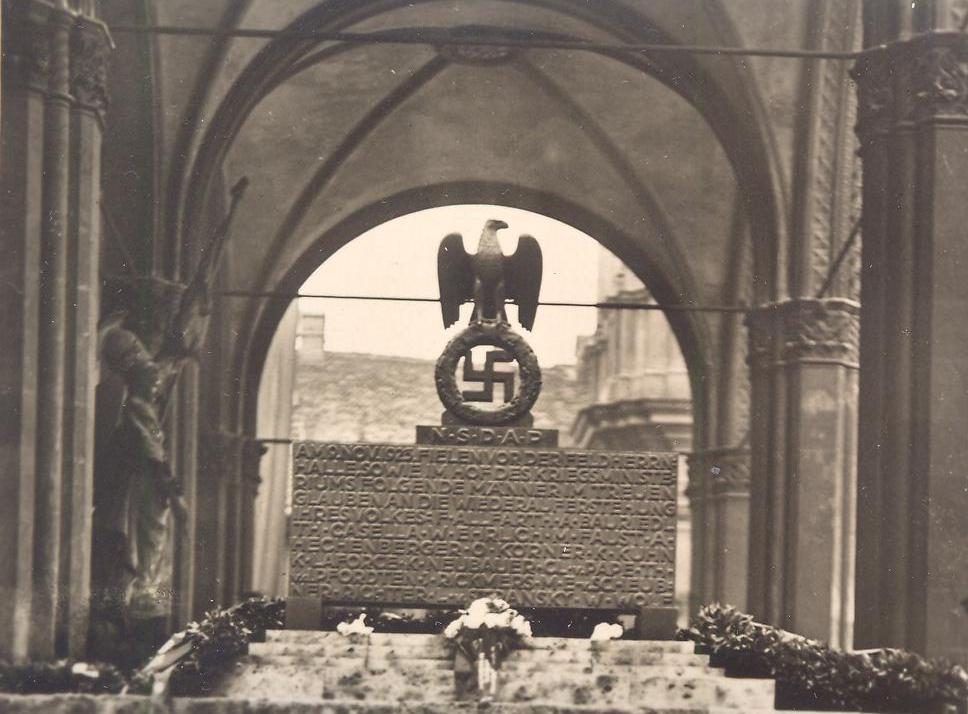
Памятник погибшим во время Пивного путча

## Военные подразделения
В годы нацизма название «Фельдхеррнхалле» носили несколько подразделений, в частности:
- СА-штандарт «Фельдхеррнхалле» — полк СА, затем люфтваффе
- Танковый корпус «Фельдхернхалле»
- Панцергренадерская дивизия «Фельдхеррнхалле»